# I Baccanali di Roma
I Baccanali di Roma è un'opera in due atti di Pietro Generali, su libretto di Gaetano Rossi. La prima rappresentazione ebbe luogo al Teatro Nuovo di Trieste nel 1816.

## Trama
L'azione è in Roma
Ebuzio è un orfano affidato alle cure di Sempronio, dedito ai culti di Bacco e desideroso di iniziare il figliastro ai riti misterici. Tuttavia, Ebuzio viene messo in guardia da Fecenia, di cui è innamorato ma che ha attirato le attenzioni dello stesso Sempronio, delle intenzioni del genitore adottivo, mentre il console Postumio cerca di contrastare la diffusione dei culti baccanti in Roma, considerati empi e pericolosi. Quando alla fine Ebuzio scoprirà che è stato Sempronio stesso ad uccidere il padre, allora Sempronio cercherà di eliminare i due giovani, ma fortunatamente Albino riesce a prevenirlo. Ebuzio e Fecenia possono così convolare a nozze.

## Struttura musicale
- Sinfonia

### Atto I
- N. 1 - Introduzione Odi, gran Nume, i voti (Coro, Postumio, Ippia, Lentulo, Augure)
- N. 2 - Duetto fra Sempronio e Fecenia Agli sdegni, all'ire insane
- N. 3 - Coro e Cavatina di Ebuzio Evoè, Bacco, evoè - Non temete: i sommi Dei (Ebuzio, Coro)
- N. 4 - Duetto fra Fecenia ed Ebuzio Ah! s'è ver che m'ami ancora
- N. 5 - Finale I Della patria alla gloria, all'onor (Coro, Sempronio, Postumio, Ebuzio, Fecenia, Ippia, Lentulo)

### Atto II
- N. 6 - Coro ed Aria di Postumio S'abolisca, si punisca - Sì crudeli, a morte orrenda (Postumio, Coro, Lentulo)
- N. 7 - Aria di Fenenia Ecco il sen: ferisci omai (Fenenia, Coro)
- N. 8 - Terzetto fra Ebuzio, Fenenia e Sempronio Empio, assassino, trema
- N. 9 - Cavatina di Ippia Fra queste funeste
- N. 10 - Coro ed Aria di Sempronio S'odon voci, funeste e feroci - I sacri acciari brandite (Sempronio, Coro)
- N. 11 - Aria di Ebuzio Sempre avversa a me la sorte (Ebuzio, Minia, Coro)
- N. 12 - Finale II Ecco il felice istante (Fecenia, Ebuzia, Sempronio, Ippia, Coro, Postumio, Lentulo)